# American Institute of Architects
American Institute of Architects (zkráceně AIA) je profesní organizace amerických architektů, která zastupující licencované architekty. Členové mají oprávnění pro výkon povolání v USA. Instituce má sídlo ve Washingtonu, D.C.  V současné době je jejími členy více než 98 000 licencovaných architektů. Každý z členů může používat postnominální písmena FAIA.

## Historie

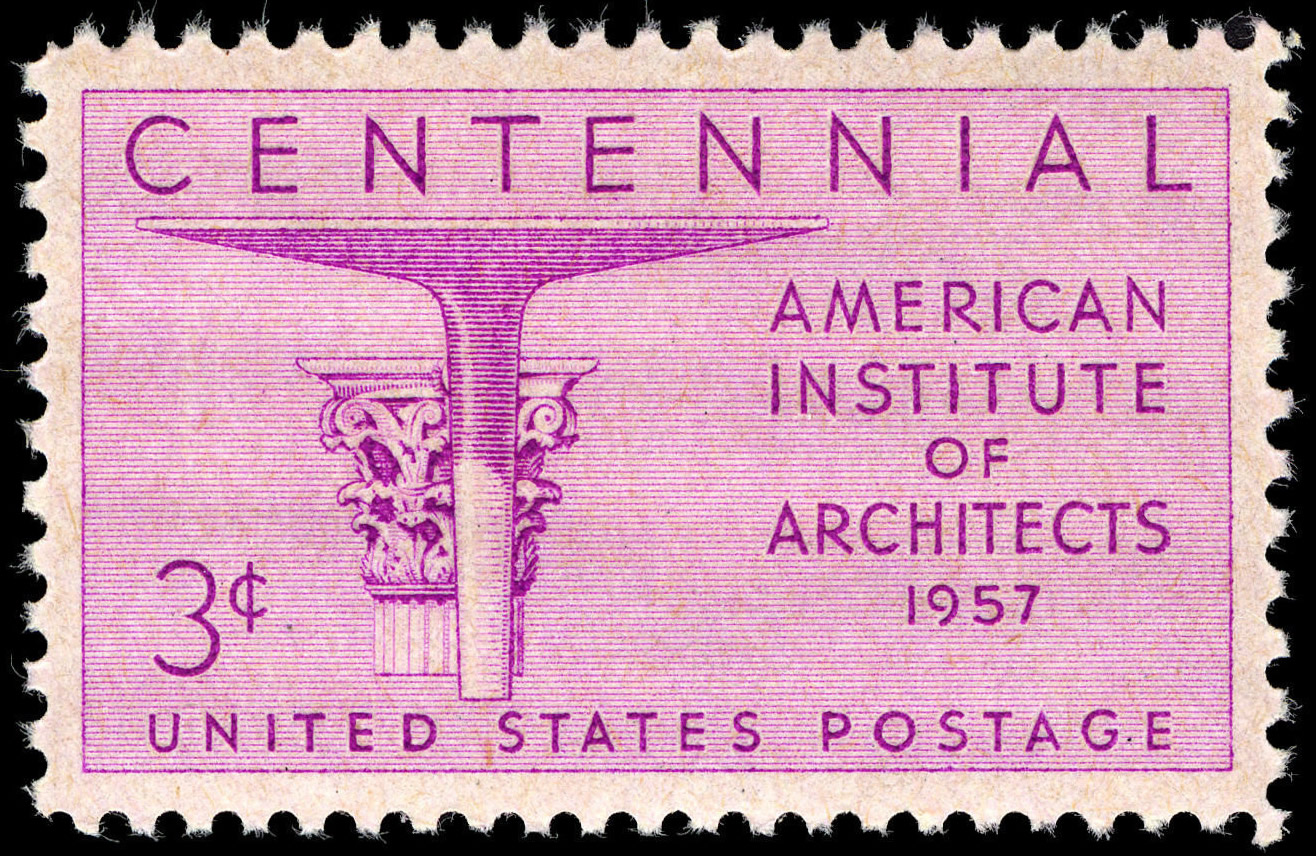
Poštovní známka vydaná ke 100. výročí od založení v roce 1957

AIA byla založena v New Yorku v roce 1857 skupinkou třinácti architektů. Zakládajícími členy byli Charles Babcock, Henry W. Cleaveland, Henry Dudley, Leopold Eidlitz, Edward Gardiner, Richard Morris Hunt, Detlef Lienau, Fred A. Petersen, Jacob Wrey Mould, John Welch, Richard M. Upjohn a Joseph C. Wells spolu s Richardem Upjohnem, který se stal prvním předsedou. Zahajovací setkání se konalo 23. února 1857 a bylo na něj pozváno dalších 16 architektů, mezi nimiž byli např. Alexander Jackson Davis, Thomas U. Walter, Frederick Clarke Withers a Calvert Vaux. V době založení AIA ve Spojených státech nebyly žádné školy architektury ani opravňující zákony, které by limitovaly, kdo se může nazývat architektem.